# قالقانلو (شاهين دج)
قالقانلو هي قرية في مقاطعة شاهين دج، إيران. عدد سكان هذه القرية هو 139 في سنة 2006.